# Jill Baijings
Jill Baijings (alternativ Jill Bayings) (* 23. Februar 2001 in Terheijden) ist eine niederländische Fußballspielerin, die seit dem 1. Juli 2023 Vertragsspielerin des FC Bayern München ist und auf Leihbasis die Saison 2024/25 für den englischen Erstligisten Aston Villa WFC spielt.

## Karriere

### Vereine
Baijings begann im Alter von vier Jahren in ihrem Geburtsort, wenige Kilometer nördlich von Breda entfernt, beim SV Terheijden mit dem Fußballspielen. Im weiteren Verlauf durchlief sie alle männlichen Jugendmannschaften der Madese Boys. Im Alter von 15 Jahren wechselte sie ins Centrum voor Topsport en Onderwijs (CTO), dem niederländischen Nachwuchsleistungszentrum in Eindhoven, und wurde zur Saison 2019/20 nach überstandener Kreuzbandverletzung vom niederländischen Erstligisten SC Heerenveen verpflichtet. Ihre Premierensaison 2019/20 endete aufgrund der COVID-19-Pandemie vorzeitig. Zur Saison 2020/21 wurde sie von der SGS Essen verpflichtet, die sie für zwei Jahre unter Vertrag nahm.
Zur Saison 2022/23 wurde sie vom Ligarivalen Bayer 04 Leverkusen verpflichtet und mit einem bis zum 30. Juni 2024 datierten Vertrag ausgestattet. Mit sieben Toren wurde sie beste Saisontorschützin ihrer Mannschaft. Anfang Juli 2023 gab der FC Bayern München auf seiner vereinsinternen Website die Verpflichtung von Baijings bekannt, der sie mit einem bis zum 30. Juni 2026 datierten Vertrag an sich band.
Am 5. Juli 2024 wurde das Leihgeschäft des FC Bayern München mit dem Aston Villa WFC öffentlich. Baijings wird die Saison 2024/25 für den englischen Erstligisten bestreiten. Im Juli 2025 wurde Baijings fest von Aston Villa verpflichtet.

### Nationalmannschaft
In einem Zeitraum von fünf Jahren durchlief Baijings die Nachwuchsnationalmannschaften des KNVB in den Altersklassen U15 bis U19, bevor sie am 22. Oktober 2021 in Larnaka auf Zypern mit Einwechslung für Jackie Groenen in der 67. Minute ihr erstes A-Länderspiel gegen die Nationalmannschaft Zyperns beim 8:0-Sieg im dritten Spiel der WM-Qualifikationsgruppe C bestritt.
Mit der U17-Nationalmannschaft erreichte sie bei der Europameisterschaft 2017 das Halbfinale, verlor dies aber mit 0:2 gegen die U17-Nationalmannschaft Spaniens. Mit der U19-Nationalmannschaft ereilte sie und ihre Mannschaft das Aus ebenfalls im Halbfinale der Europameisterschaft 2019, mit 1:3 war man der U19-Nationalmannschaft Deutschlands unterlegen. Für die U19-EM-2020 konnte sie sich mit ihrer Mannschaft erneut qualifizieren; aufgrund der COVID-19-Pandemie wurde diese jedoch nicht ausgetragen.
Ihr zweiter Einsatz für die A-Nationalmannschaft erfolgte am 29. November 2021 in Den Haag; im torlosen Freundschaftsspiel gegen den ehemaligen Weltmeister Japan gehörte sie 90 Minuten lang der spielenden Mannschaft an.
Im Februar 2022 kam sie zu zwei Einsätzen im Tournoi de France. Für die wegen der Pandemie um ein Jahr verschobene Europameisterschaft wurde sie nicht nominiert. Im November 2022 wurde sie in zwei Freundschaftsspielen eingewechselt und im Februar 2023 im Freundschaftsspiel gegen die Nationalmannschaft Österreichs für einen dreiminütigen Kurzeinsatz.
Bei der vom 20. Juli bis zum 20. August 2023 in Australien und Neuseeland stattfindenden Weltmeisterschaft gehörte sie dem Kader der Niederländerinnen an. Sie kam in der Nachspielzeit des Achtelfinales zum Einsatz. Das Team schied im Viertelfinale aus.

## Erfolge
- Deutscher Meister 2024